# Rome Masters
Rome Masters, oficiálně Internazionali BNL d'Italia, je profesionální tenisový turnaj mužského okruhu ATP Tour a ženského okruhu WTA Tour, hraný v italském hlavním městě Římě. Založen byl v roce 1930. Dějištěm jsou  antukové dvorce v areálu Foro Italico, s hlavními kurty Campo Centrale pro 10,5 tisíce diváků, Grandstandem pro 5 tisíc a stadionem Nicoly Pietrangeliho pro 3 720 návštěvníků. Areál obsahuje dvanáct vedlejších dvorců.
Turnaj s tradičním názvem Italian Open představuje Mezinárodní mistrovství Itálie v tenise. Od sezóny 2009 se mužská část řadí do devítidílné kategorie ATP Tour Masters 1000. Ženská polovina od roku 2021 probíhá v kategorii WTA 1000. V květnovém termínu je římská událost generálkou na pařížský antukový grandslam French Open.
V mužské dvouhře vyhrál rekordních deset titulů Španěl Rafael Nadal. Mezi ženami drží rekord s pěti trofejemi Američanka Chris Evertová. Španělka Conchita Martínezová zvítězila jako jediný singlista v historii turnaje čtyřikrát za sebou.

## Historie
Rome Masters byl založen roku 1930 v Miláně z iniciativy hraběte Alberta Bonacossy, kde probíhal do sezóny 1934 na antukových dvorcích Tennis Clubu Milano. Úvodní ročník vyhráli Američan Bill Tilden a Španělka Lilí de Álvarezová. Následně se v roce 1935 přestěhoval do římského areálu Foro Italico. S počátkem druhé světové války roku 1939 byla událost přerušena a obnovena až v sezóně 1950. Ročník 1961 proběhl ve Sporting Clubu severoitalského Turína.

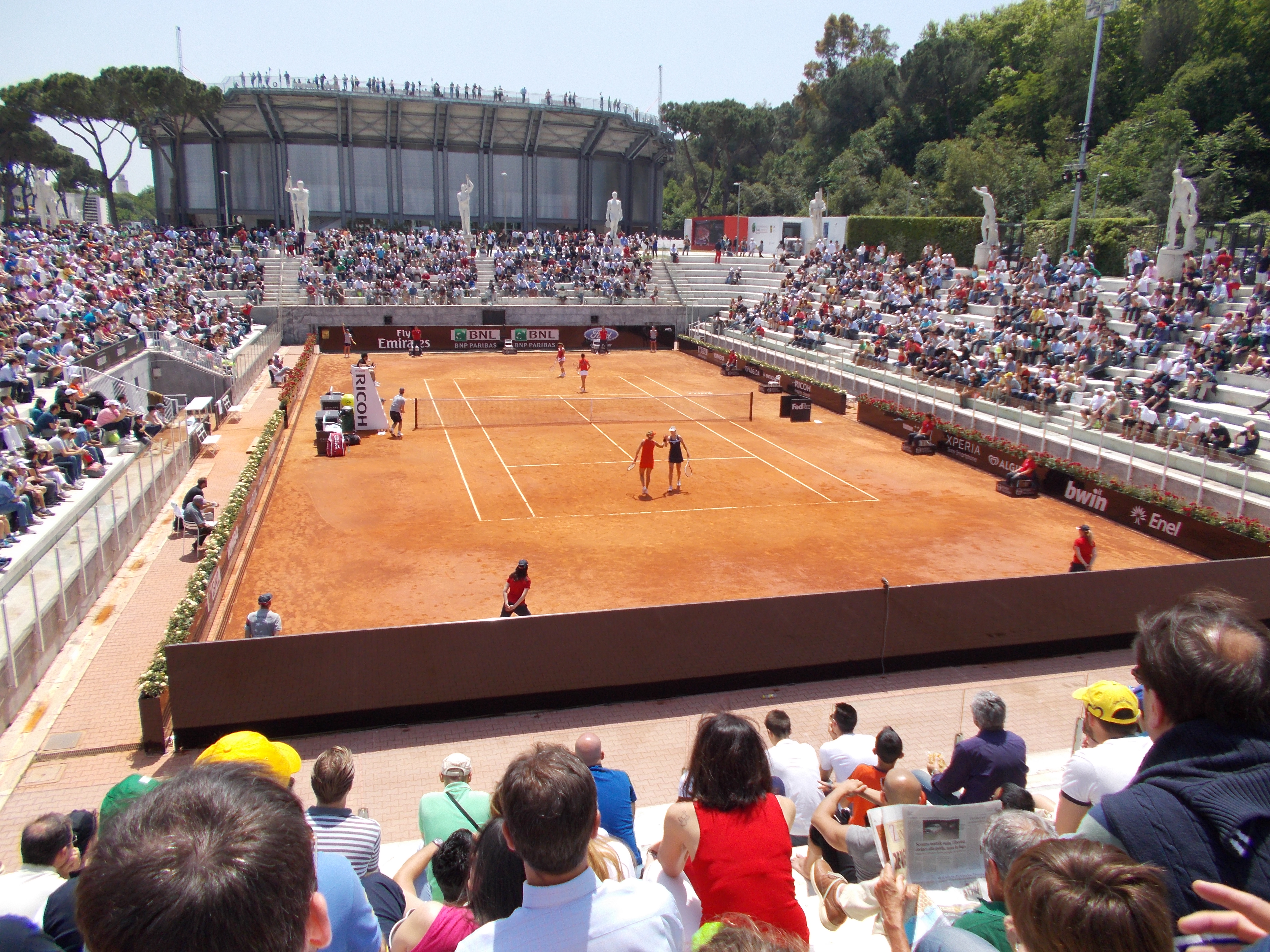
Stadion Nicoly Pietrangeliho (Stadio Nicola Pietrangeli) pro 3 720 diváků

Profesionálům se s příchodem open éry otevřel roku 1969. Mezi lety 1970–1989 patřil na okruhu Grand Prix do nejvyšší kategorie Grand Prix Super Series. Se vznikem ATP Tour v roce 1990 se turnaj stal jeho součástí v kategorii ATP Championship Series Single Week, která následně několikrát změnila název až k ATP Tour Masters 1000.
V roce 1979 se ženský turnaj konal dva týdny před mužským. V období 1980–1984 se ženským dějištěm stala Perugia a roku 1985 Taranto. V sezóně 1986 ženská část neproběhla, ačkoli se během července odehrál turnaj v Perugii patřící do Virginia Slims World Championships Series, který ovšem nebyl uznán za oficiální ročník Rome Masters. V roce 1987 se pak ženy vrátily zpět na dvorce římského Fora Italico.
Výrazné změny nastaly v roce 2023, po vzoru Indian Wells Masters a Miami Masters ze stejné kategorie. Turnaj byl prodloužen z jednoho na dva týdny, s dvoudenní kvalifikací a navazující dvanáctidenní hlavní soutěží, stejně jako Madrid Open a mužský Shanghai Masters. Startovní pole bylo rozšířeno z 56 na 96 singlistů a ženská čtyřhra dorovnala 32 páry soutěž mužského deblu.

## Přehled finále

### Mužská dvouhra

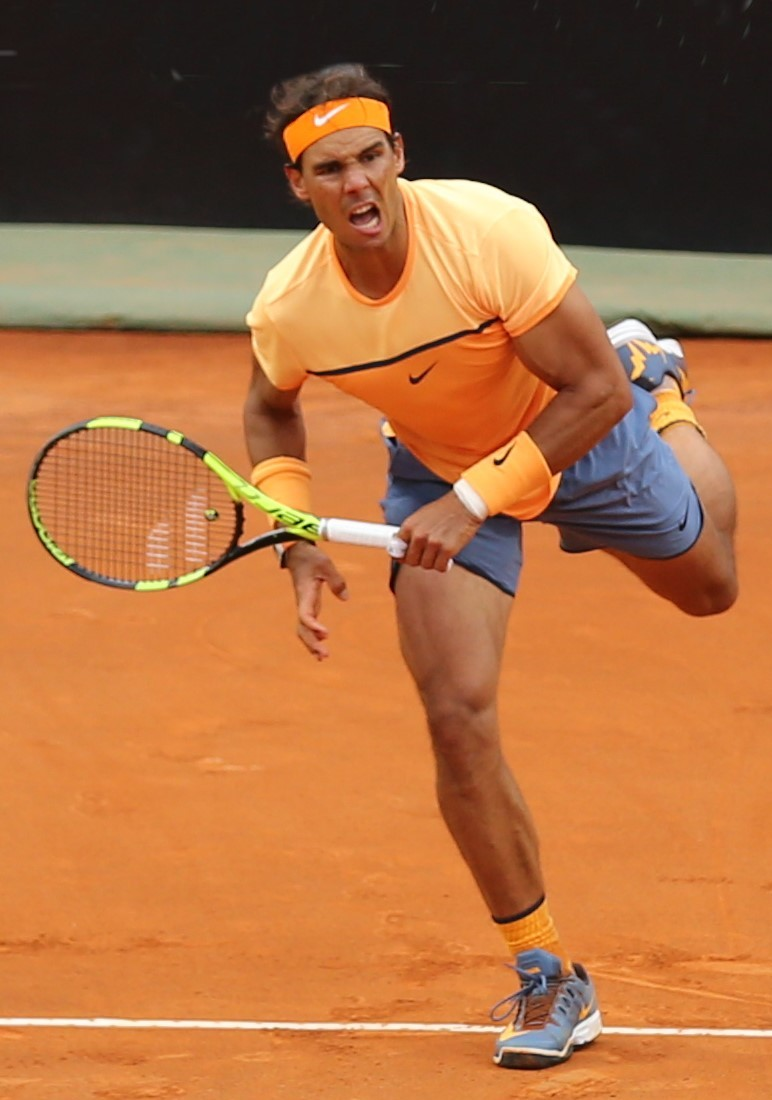
Rafael Nadal, držitel římských rekordů

| Rok  | vítěz                  | finalista              | výsledek                               |
| ---- | ---------------------- | ---------------------- | -------------------------------------- |
| 1930 | Bill Tilden            | Umberto de Morpurgo    | 6–1, 6–1, 6–2                          |
| 1931 | George Patrick Hughes  | Henri Cochet           | 6–4, 6–3, 6–2                          |
| 1932 | André Merlin           | George Patrick Hughes  | 6–1, 5–7, 6–0, 8–6                     |
| 1933 | Emanuele Sartorio      | André Martin-Legeay    | 6–3, 6–1, 6–3                          |
| 1934 | Giovanni Palmieri      | Giorgio de Stefani     | 6–3, 6–0, 7–5                          |
| 1935 | Wilmer Hines           | Giovanni Palmieri      | 6–3, 10–8, 9–7                         |
| 1936 | turnaj se nekonal      | turnaj se nekonal      | turnaj se nekonal                      |
| 1949 | turnaj se nekonal      | turnaj se nekonal      | turnaj se nekonal                      |
| 1950 | Jaroslav Drobný        | William Talbert        | 6–4, 6–3, 7–9, 6–2                     |
| 1951 | Jaroslav Drobný (2)    | Giovanni Cucelli       | 6–1, 10–8, 6–0                         |
| 1952 | Frank Sedgman          | Jaroslav Drobný        | 7–5, 6–3, 1–6, 6–4                     |
| 1953 | Jaroslav Drobný (3)    | Lew Hoad               | 6–2, 6–1, 6–2                          |
| 1954 | Budge Patty            | Enrique Morea          | 11–9, 6–4, 6–4                         |
| 1955 | Fausto Gardini         | Giuseppe Merlo         | 1–6, 6–1, 3–6, 6–6skreč                |
| 1956 | Lew Hoad               | Sven Davidson          | 7–5, 6–2, 6–0                          |
| 1957 | Nicola Pietrangeli     | Giuseppe Merlo         | 8–6, 6–2, 6–4                          |
| 1958 | Mervyn Rose            | Nicola Pietrangeli     | 5–7, 8–6, 6–4, 1–6, 6–2                |
| 1959 | Luis Ayala             | Neale Fraser           | 6–3, 3–6, 6–3, 6–3                     |
| 1960 | Barry MacKay           | Luis Ayala             | 7–5, 7–5, 0–6, 0–6, 6–1                |
| 1961 | Nicola Pietrangeli (2) | Rod Laver              | 6–8, 6–1, 6–1, 6–2                     |
| 1962 | Rod Laver              | Roy Emerson            | 6–2, 1–6, 3–6, 6–3, 6–1                |
| 1963 | Marty Mulligan         | Boro Jovanović         | 6–2, 4–6, 6–3, 8–6                     |
| 1964 | Jan-Erik Lundquist     | Fred Stolle            | 1–6, 7–5, 6–3, 6–1                     |
| 1965 | Marty Mulligan (2)     | Manuel Santana         | 1–6, 6–4, 6–3, 6–1                     |
| 1966 | Tony Roche             | Nicola Pietrangeli     | 11–9, 6–1, 6–3                         |
| 1967 | Marty Mulligan (3)     | Tony Roche             | 6–3, 0–6, 6–4, 6–1                     |
| 1968 | Tom Okker              | Bob Hewitt             | 10–8, 6–8, 6–1, 1–6, 6–0               |
| 1969 | John Newcombe          | Tony Roche             | 6–3, 4–6, 6–2, 5–7, 6–3                |
| 1970 | Ilie Năstase           | Jan Kodeš              | 6–3, 1–6, 6–3, 8–6                     |
| 1971 | Rod Laver (2)          | Jan Kodeš              | 7–5, 6–3, 6–3                          |
| 1972 | Manuel Orantes         | Jan Kodeš              | 4–6, 6–1, 7–5, 6–2                     |
| 1973 | Ilie Năstase (2)       | Manuel Orantes         | 6–1, 6–1, 6–1                          |
| 1974 | Björn Borg             | Ilie Năstase           | 6–3, 6–4, 6–2                          |
| 1975 | Raúl Ramírez           | Manuel Orantes         | 7–6, 7–5, 7–5                          |
| 1976 | Adriano Panatta        | Guillermo Vilas        | 2–6, 7–6, 6–2, 7–6                     |
| 1977 | Vitas Gerulaitis       | Antonio Zugarelli      | 6–2, 7–6, 3–6, 7–6                     |
| 1978 | Björn Borg (2)         | Adriano Panatta        | 1–6, 6–3, 6–1, 4–6, 6–3                |
| 1979 | Vitas Gerulaitis (2)   | Guillermo Vilas        | 6–7, 7–6, 6–7, 6–4, 6–2                |
| 1980 | Guillermo Vilas        | Yannick Noah           | 6–0, 6–4, 6–4                          |
| 1981 | José Luis Clerc        | Víctor Pecci           | 6–3, 6–4, 6–0                          |
| 1982 | Andrés Gómez           | Eliot Teltscher        | 6–2, 6–3, 6–2                          |
| 1983 | Jimmy Arias            | José Higueras          | 6–2, 6–7, 6–1, 6–4                     |
| 1984 | Andrés Gómez (2)       | Aaron Krickstein       | 2–6, 6–1, 6–2, 6–2                     |
| 1985 | Yannick Noah           | Miloslav Mečíř         | 6–3, 3–6, 6–2, 7–6                     |
| 1986 | Ivan Lendl             | Emilio Sánchez         | 7–5, 4–6, 6–1, 6–1                     |
| 1987 | Mats Wilander          | Martín Jaite           | 6–3, 6–4, 6–4                          |
| 1988 | Ivan Lendl (2)         | Guillermo Pérez Roldán | 2–6, 6–4, 6–2, 4–6, 6–4                |
| 1989 | Alberto Mancini        | Andre Agassi           | 6–3, 4–6, 2–6, 7–6, 6–1                |
| 1990 | Thomas Muster          | Andrej Česnokov        | 6–1, 6–3, 6–1                          |
| 1991 | Emilio Sánchez         | Alberto Mancini        | 6–3, 6–1, 3–0skreč                     |
| 1992 | Jim Courier            | Carlos Costa           | 7–6, 6–0, 6–4                          |
| 1993 | Jim Courier (2)        | Goran Ivanišević       | 6–1, 6–2, 6–2                          |
| 1994 | Pete Sampras           | Boris Becker           | 6–1, 6–2, 6–2                          |
| 1995 | Thomas Muster (2)      | Sergi Bruguera         | 3–6, 7–6(7–5), 6–2, 6–3                |
| 1996 | Thomas Muster (3)      | Richard Krajicek       | 6–2, 6–4, 3–6, 6–3                     |
| 1997 | Àlex Corretja          | Marcelo Ríos           | 7–5, 7–5, 6–3                          |
| 1998 | Marcelo Ríos           | Albert Costa           | bez boje                               |
| 1999 | Gustavo Kuerten        | Patrick Rafter         | 6–4, 7–5, 7–6(8–6)                     |
| 2000 | Magnus Norman          | Gustavo Kuerten        | 6–3, 4–6, 6–4, 6–4                     |
| 2001 | Juan Carlos Ferrero    | Gustavo Kuerten        | 3–6, 6–1, 2–6, 6–4, 6–2                |
| 2002 | Andre Agassi           | Tommy Haas             | 6–3, 6–3, 6–0                          |
| 2003 | Félix Mantilla         | Roger Federer          | 7–5, 6–2, 7–6(10–8)                    |
| 2004 | Carlos Moyà            | David Nalbandian       | 6–3, 6–3, 6–1                          |
| 2005 | Rafael Nadal           | Guillermo Coria        | 6–4, 3–6, 6–3, 4–6, 7–6(8–6)           |
| 2006 | Rafael Nadal (2)       | Roger Federer          | 6–7(0–7), 7–6(7–5), 6–4, 2–6, 7–6(7–5) |
| 2007 | Rafael Nadal (3)       | Fernando González      | 6–2, 6–2                               |
| 2008 | Novak Djoković         | Stanislas Wawrinka     | 4–6, 6–3, 6–3                          |
| 2009 | Rafael Nadal (4)       | Novak Djoković         | 7–6(7–2), 6–2                          |
| 2010 | Rafael Nadal (5)       | David Ferrer           | 7–5, 6–2                               |
| 2011 | Novak Djoković (2)     | Rafael Nadal           | 6–4, 6–4                               |
| 2012 | Rafael Nadal (6)       | Novak Djoković         | 7–5, 6–3                               |
| 2013 | Rafael Nadal (7)       | Roger Federer          | 6–1, 6–3                               |
| 2014 | Novak Djoković (3)     | Rafael Nadal           | 4–6, 6–3, 6–3                          |
| 2015 | Novak Djoković (4)     | Roger Federer          | 6–4, 6–3                               |
| 2016 | Andy Murray            | Novak Djoković         | 6–3, 6–3                               |
| 2017 | Alexander Zverev       | Novak Djoković         | 6–4, 6–3                               |
| 2018 | Rafael Nadal (8)       | Alexander Zverev       | 6–1, 1–6, 6–3                          |
| 2019 | Rafael Nadal (9)       | Novak Djoković         | 6–0, 4–6, 6–1                          |
| 2020 | Novak Djoković (5)     | Diego Schwartzman      | 7–5, 6–3                               |
| 2021 | Rafael Nadal (10)      | Novak Djoković         | 7–5, 1–6, 6–3                          |
| 2022 | Novak Djoković (6)     | Stefanos Tsitsipas     | 6–0, 7–6(7–5)                          |
| 2023 | Daniil Medveděv        | Holger Rune            | 7–5, 7–5                               |
| 2024 | Alexander Zverev (2)   | Nicolás Jarry          | 6–4, 7–5                               |
| 2025 | Carlos Alcaraz         | Jannik Sinner          | 7–6(7–5), 6–1                          |

### Ženská dvouhra

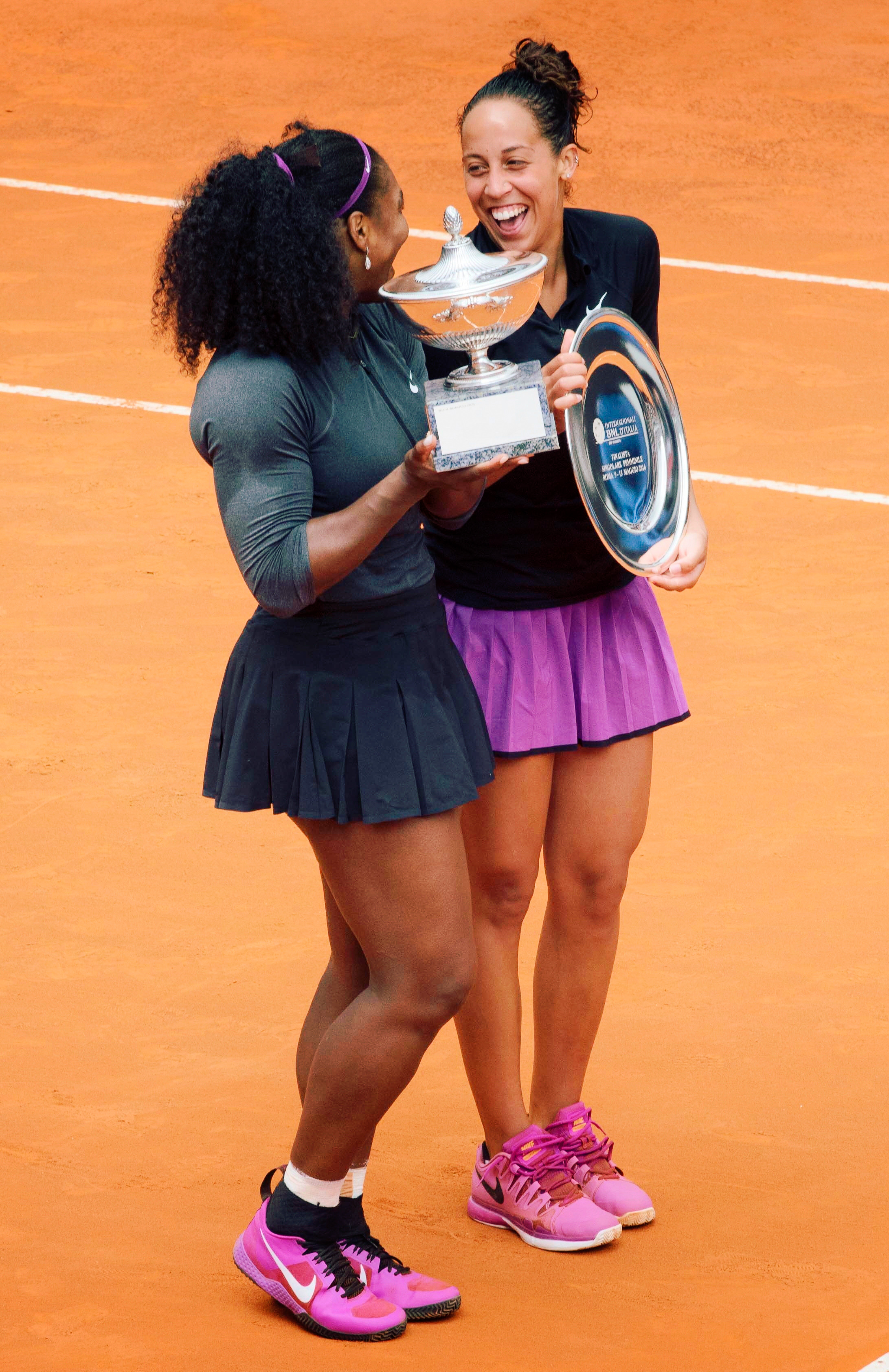
34letá Serena Williamsová se v roce 2016 stala nejstarší vítězkou otevřené éry; vpravo poražená finalistka Madison Keysová

| Rok  | vítězka                        | finalistka                | výsledek           |
| ---- | ------------------------------ | ------------------------- | ------------------ |
| 1930 | Lilí de Álvarezová             | Lucia Valeriová           | 3–6, 8–6, 6–0      |
| 1931 | Lucia Valeriová                | Dorothy Andrus Burkeová   | 2–6, 6–2, 6–2      |
| 1932 | Ida Adamoffová                 | Lucia Valeriová           | 6–4, 7–5           |
| 1933 | Elizabeth Ryanová              | Ida Adamoffová            | 6–1, 6–1           |
| 1934 | Helen Jacobsová                | Lucia Valeriová           | 6–3, 6–0           |
| 1935 | Hilde Krahwinkel Sperlingová   | Lucia Valeriová           | 6–4, 6–1           |
| 1936 | turnaj se nekonal              | turnaj se nekonal         | turnaj se nekonal  |
| 1949 | turnaj se nekonal              | turnaj se nekonal         | turnaj se nekonal  |
| 1950 | Annelies Ullstein-Bossiová     | Joan Curryová             | 6–4, 6–4           |
| 1951 | Doris Hartová                  | Shirley Fryová            | 6–3, 8–6           |
| 1952 | Susan Partridgeová             | Pat Harrisonová           | 6–3, 7–5           |
| 1953 | Doris Hartová (2)              | Maureen Connollyová       | 4–6, 9–7, 6–3      |
| 1954 | Maureen Connollyová            | Patricia Wardová          | 6–3, 6–0           |
| 1955 | Patricia Wardová               | Erika Vollmerová          | 6–4, 6–3           |
| 1956 | Althea Gibsonová               | Zsuzsa Körmöczyová        | 6–3, 7–5           |
| 1957 | Shirley Bloomer Brasherová     | Dorothy Head Knodeová     | 1–6, 9–7, 6–2      |
| 1958 | Maria Buenová                  | Lorraine Coghlanová       | 3–6, 6–3, 6–3      |
| 1959 | Christine Trumanová            | Sandra Reynoldsová        | 6–0, 6–1           |
| 1960 | Zsuzsa Körmöczyová             | Ann Haydonová             | 6–4, 4–6, 6–1      |
| 1961 | Maria Buenová (2)              | Lesley Turnerová          | 6–4, 6–4           |
| 1962 | Margaret Smithová              | Maria Buenová             | 8–6, 5–7, 6–4      |
| 1963 | Margaret Smithová (2)          | Lesley Turnerová          | 6–3, 6–4           |
| 1964 | Margaret Smithová (3)          | Lesley Turnerová          | 6–1, 6–1           |
| 1965 | Maria Buenová (3)              | Nancy Richeyová           | 6–1, 1–6, 6–3      |
| 1966 | Ann Haydonová-Jonesová         | Annette Van Zylová        | 8–6, 6–1           |
| 1967 | Lesley Turnerová               | Maria Buenová             | 6–3, 6–3           |
| 1968 | Lesley Turnerová (2)           | Margaret Courtová         | 2–6, 6–2, 6–3      |
| 1969 | Julie Heldmanová               | Kerry Melvilleová         | 7–5, 6–3           |
| 1970 | Billie Jean Kingová            | Julie Heldmanová          | 6–1, 6–3           |
| 1971 | Virginia Wadeová               | Helga Niessen Masthoffová | 6–4, 6–4           |
| 1972 | Linda Tuerová                  | Olga Morozovová           | 6–4, 6–3           |
| 1973 | Evonne Goolagongová            | Chris Evertová            | 7–6, 6–0           |
| 1974 | Chris Evertová                 | Martina Navrátilová       | 6–3, 6–3           |
| 1975 | Chris Evertová (2)             | Martina Navrátilová       | 6–1, 6–0           |
| 1976 | Mima Jaušovecová               | Lesley Huntová            | 6–1, 6–3           |
| 1977 | Janet Newberryová              | Renáta Tomanová           | 6–3, 7–6           |
| 1978 | Regina Maršíková               | Virginia Ruziciová        | 7–5, 7–5           |
| 1979 | Tracy Austinová                | Sylvia Haniková           | 6–4, 1–6, 6–3      |
| 1980 | Chris Evertová (3)             | Virginia Ruziciová        | 5–7, 6–2, 6–2      |
| 1981 | Chris Evertová (4)             | Virginia Ruziciová        | 6–1, 6–2           |
| 1982 | Chris Evertová (5)             | Hana Mandlíková           | 6–0, 6–2           |
| 1983 | Andrea Temesváriová            | Bonnie Gaduseková         | 6–1, 6–0           |
| 1984 | Manuela Malejevová             | Chris Evertová            | 6–3, 6–3           |
| 1985 | Raffaella Reggiová             | Vicki Nelsonová-Dunbarová | 6–4, 6–4           |
| 1986 | turnaj se nekonal              | turnaj se nekonal         | turnaj se nekonal  |
| 1987 | Steffi Grafová                 | Gabriela Sabatini         | 7–5, 4–6, 6–0      |
| 1988 | Gabriela Sabatini              | Helen Kelesiová           | 6–1, 6–7(4–7), 6–1 |
| 1989 | Gabriela Sabatini (2)          | Arantxa Sánchez Vicariová | 6–2, 5–7, 6–4      |
| 1990 | Monika Selešová                | Martina Navrátilová       | 6–1, 6–1           |
| 1991 | Gabriela Sabatini (3)          | Monika Selešová           | 6–3, 6–2           |
| 1992 | Gabriela Sabatini (4)          | Monika Selešová           | 7–5, 6–4           |
| 1993 | Conchita Martínezová           | Gabriela Sabatini         | 7–5, 6–1           |
| 1994 | Conchita Martínezová (2)       | Martina Navrátilová       | 7–6(7–5), 6–4      |
| 1995 | Conchita Martínezová (3)       | Arantxa Sánchez Vicariová | 6–3, 6–1           |
| 1996 | Conchita Martínezová (4)       | Martina Hingisová         | 6–2, 6–3           |
| 1997 | Mary Pierceová                 | Conchita Martínezová      | 6–4, 6–0           |
| 1998 | Martina Hingisová              | Venus Williamsová         | 6–3, 2–6, 6–3      |
| 1999 | Venus Williamsová              | Mary Pierceová            | 6–4, 6–2           |
| 2000 | Monika Selešová (2)            | Amélie Mauresmová         | 6–2, 7–6(7–4)      |
| 2001 | Jelena Dokićová                | Amélie Mauresmová         | 7–6(7–3), 6–1      |
| 2002 | Serena Williamsová             | Justine Heninová          | 7–6(8–6), 6–4      |
| 2003 | Kim Clijstersová               | Amélie Mauresmová         | 3–6, 7–6(7–3), 6–0 |
| 2004 | Amélie Mauresmová              | Jennifer Capriatiová      | 3–6, 6–3, 7–6(8–6) |
| 2005 | Amélie Mauresmová (2)          | Patty Schnyderová         | 2–6, 6–3, 6–4      |
| 2006 | Martina Hingisová (2)          | Dinara Safinová           | 6–2, 7–5           |
| 2007 | Jelena Jankovićová             | Světlana Kuzněcovová      | 7–5, 6–1           |
| 2008 | Jelena Jankovićová (2)         | Alizé Cornetová           | 6–2, 6–2           |
| 2009 | Dinara Safinová                | Světlana Kuzněcovová      | 6–3, 6–2           |
| 2010 | María José Martínez Sánchezová | Jelena Jankovićová        | 7–6(7–5), 7–5      |
| 2011 | Maria Šarapovová               | Samantha Stosurová        | 6–2, 6–4           |
| 2012 | Maria Šarapovová (2)           | Li Na                     | 4–6, 6–4, 7–6(7–5) |
| 2013 | Serena Williamsová (2)         | Viktoria Azarenková       | 6–1, 6–3           |
| 2014 | Serena Williamsová (3)         | Sara Erraniová            | 6–3, 6–0           |
| 2015 | Maria Šarapovová (3)           | Carla Suárez Navarrová    | 4–6, 7–5, 6–1      |
| 2016 | Serena Williamsová (4)         | Madison Keysová           | 7–6(7–5), 6–3      |
| 2017 | Elina Svitolinová              | Simona Halepová           | 4–6, 7–5, 6–1      |
| 2018 | Elina Svitolinová (2)          | Simona Halepová           | 6–0, 6–4           |
| 2019 | Karolína Plíšková              | Johanna Kontaová          | 6–3, 6–4           |
| 2020 | Simona Halepová                | Karolína Plíšková         | 6–0, 2–1skreč      |
| 2021 | Iga Świąteková                 | Karolína Plíšková         | 6–0, 6–0           |
| 2022 | Iga Świąteková (2)             | Ons Džabúrová             | 6–2, 6–2           |
| 2023 | Jelena Rybakinová              | Anhelina Kalininová       | 6–4, 1–0skreč      |
| 2024 | Iga Świąteková (3)             | Aryna Sabalenková         | 6–2, 6–3           |
| 2025 | Jasmine Paoliniová             | Coco Gauffová             | 6–4, 6–2           |

### Mužská čtyřhra
| Rok  | vítězové                                   | finalisté                                            | výsledek                         |
| ---- | ------------------------------------------ | ---------------------------------------------------- | -------------------------------- |
| 1930 | Wilbur Coen Bill Tilden                    | Umberto de Morpurgo Placido Gaslini                  | 6–0, 6–3, 6–3                    |
| 1931 | Alberto Del Bono Pat Hughes                | Henri Cochet André Merlin                            | 3–6, 8–6, 4–6, 6–4, 6–3          |
| 1932 | Giorgio de Stefani Pat Hughes (2)          | J. Bonte André Merlin                                | 6–2, 6–2, 6–4                    |
| 1933 | Jean Lesueur André Martin-Legeay           | Giovanni Palmieri Emanuele Sertorio                  | 6–2, 6–4, 6–2                    |
| 1934 | Giovanni Palmieri George Lyttleton-Rogers  | Pat Hughes Giorgio de Stefani                        | 3–6, 6–4, 9–7, 0–6, 6–2          |
| 1935 | Jack Crawford Vivian McGrath               | Jean Borotra Jacques Brugnon                         | 4–6, 4–6, 6–4, 6–2, 6–2          |
| 1936 | turnaj se nekonal                          | turnaj se nekonal                                    | turnaj se nekonal                |
| 1949 | turnaj se nekonal                          | turnaj se nekonal                                    | turnaj se nekonal                |
| 1950 | Bill Talbert Tony Trabert                  | Budge Patty Bill Sidwell                             | 6–3, 6–1, 4–6skreč               |
| 1951 | Jaroslav Drobný Frank Sedgman              | Giovanni Cucelli Marcello Del Bello                  | 6–2, 7–9, 6–1, 6–3               |
| 1952 | Jaroslav Drobný (2) Frank Sedgman (2)      | Giovanni Cucelli Marcello Del Bello                  | 3–6, 7–5, 3–6, 6–3, 6–2          |
| 1953 | Lew Hoad Ken Rosewall                      | Jaroslav Drobný Budge Patty                          | 6–2, 6–4, 6–2                    |
| 1954 | Jaroslav Drobný (3) Enrique Morea          | Tony Trabert Vic Seixas                              | 6–4, 0–6, 3–6, 6–3, 6–4          |
| 1955 | Art Larsen Enrique Morea (2)               | Nicola Pietrangeli Orlando Sirola                    | 6–1, 6–4, 4–6, 7–5               |
| 1956 | Jaroslav Drobný (4) Lew Hoad (2)           | Nicola Pietrangeli Orlando Sirola                    | 11–9, 6–2, 6–3                   |
| 1957 | Neale Fraser Lew Hoad (3)                  | Nicola Pietrangeli Orlando Sirola                    | 6–1, 6–8, 6–0, 6–2               |
| 1958 | Antal Jancsó Kurt Nielsen                  | Luis Ayala Don Candy                                 | 8–10, 6–3, 6–2, 1–6, 9–7         |
| 1959 | Roy Emerson Neale Fraser (2)               | Nicola Pietrangeli Orlando Sirola                    | 8–6, 6–4, 6–4                    |
| 1960 | Nicola Pietrangeli Orlando Sirola          | Roy Emerson Neale Fraser                             | 3–6, 7–5, 2–6, 11–11skreč        |
| 1961 | Roy Emerson (2) Neale Fraser (3)           | Nicola Pietrangeli Orlando Sirola                    | 6–2, 6–4, 11–9                   |
| 1962 | Roy Emerson (3) Neale Fraser (4)           | Ken Fletcher John Newcombe                           | 6–2, 6–4, 11–9                   |
| 1963 | Bob Hewitt Neale Fraser (5)                | Nicola Pietrangeli Orlando Sirola                    | 6–3, 6–3, 6–1                    |
| 1964 | Bob Hewitt (2) Neale Fraser (6)            | Tony Roche John Newcombe                             | 7–5, 6–3, 3–6, 7–5               |
| 1965 | Tony Roche John Newcombe                   | Ronald Barnes Thomaz Koch                            | 1–6, 6–4, 2–6, 12–10skreč        |
| 1966 | Roy Emerson (4) Fred Stolle                | Nicola Pietrangeli Cliff Drysdale                    | 6–4, 12–10, 6–3                  |
| 1967 | Bob Hewitt (3) Frew McMillan               | Bill Bowrey Owen Davidson                            | 6–3, 2–6, 6–3, 9–7               |
| 1968 | Tom Okker Marty Riessen                    | Nicholas Kalogeropoulos Allan Stone                  | 6–3, 6–4, 6–2                    |
| 1969 |                                            | Tom Okker Marty Riessen vs. John Newcombe Tony Roche | 4–6, 6–1 suspenzace (bez vítěze) |
| 1970 | Ilie Năstase Ion Țiriac                    | William Bowrey Owen Davidson                         | 0–6, 10–8, 6–3, 6–8, 6–1         |
| 1971 | John Newcombe (2) Tony Roche (2)           | Andrés Gimeno Roger Taylor                           | 6–4, 6–4                         |
| 1972 | Ilie Năstase (2) Ion Țiriac (2)            | Lew Hoad Frew McMillan                               | 3–6, 3–6, 6–4, 6–3, 5–3skreč     |
| 1973 | John Newcombe (3) Tom Okker (2)            | Ross Case Geoff Masters                              | 6–2, 6–3, 6–4                    |
| 1974 | Brian Gottfried Raúl Ramírez               | Juan Gisbert Ilie Năstase                            | 6–3, 6–2, 6–3                    |
| 1975 | Brian Gottfried (2) Raúl Ramírez (2)       | Jimmy Connors Ilie Năstase                           | 6–4, 7–6, 2–6, 6–1               |
| 1976 | Brian Gottfried (3) Raúl Ramírez (3)       | Geoff Masters John Newcombe                          | 7–6, 5–7, 6–3, 3–6, 6–3          |
| 1977 | Brian Gottfried (4) Raúl Ramírez (4)       | Fred McNair Sherwood Stewart                         | 6–7, 7–6, 7–5                    |
| 1978 | Víctor Pecci Belus Prajoux                 | Jan Kodeš Tomáš Šmíd                                 | 6–7, 7–6, 6–1                    |
| 1979 | Peter Fleming Tomáš Šmíd                   | José Luis Clerc Ilie Năstase                         | 4–6, 6–1, 7–5                    |
| 1980 | Mark Edmondson Kim Warwick                 | Balázs Taróczy Eliot Teltscher                       | 7–6, 7–6                         |
| 1981 | Hans Gildemeister Andrés Gómez             | Bruce Manson Tomáš Šmíd                              | 7–5, 6–2                         |
| 1982 | Heinz Günthardt Balázs Taróczy             | Wojciech Fibak John Fitzgerald                       | 6–4, 4–6, 6–3                    |
| 1983 | Francisco González Víctor Pecci (2)        | Jan Gunnarsson Mike Leach                            | 6–4, 6–2                         |
| 1984 | Ken Flach Robert Seguso                    | John Alexander Mike Leach                            | 3–6, 6–3, 6–4                    |
| 1985 | Anders Järryd Mats Wilander                | Ken Flach Robert Seguso                              | 4–6, 6–3, 6–2                    |
| 1986 | Guy Forget Yannick Noah                    | Mark Edmondson Sherwood Stewart                      | 7–6, 6–2                         |
| 1987 | Guy Forget (2) Yannick Noah (2)            | Miloslav Mečíř Tomáš Šmíd                            | 6–2, 6–7, 6–3                    |
| 1988 | Jorge Lozano Todd Witsken                  | Anders Järryd Tomáš Šmíd                             | 6–3, 6–3                         |
| 1989 | Jim Courier Pete Sampras                   | Danilo Marcelino Mauro Menezes                       | 6–4, 6–3                         |
| 1990 | Sergio Casal Emilio Sánchez                | Jim Courier Martin Davis                             | 7–6, 7–5                         |
| 1991 | Omar Camporese Goran Ivanišević            | Luke Jensen Laurie Warder                            | 6–2, 6–3                         |
| 1992 | Jakob Hlasek Marc Rosset                   | Wayne Ferreira Mark Kratzmann                        | 6–4, 3–6, 6–1                    |
| 1993 | Jacco Eltingh Paul Haarhuis                | Wayne Ferreira Mark Kratzmann                        | 6–4, 7–6                         |
| 1994 | Jevgenij Kafelnikov David Rikl             | Wayne Ferreira Javier Sánchez                        | 6–1, 7–5                         |
| 1995 | Cyril Suk Daniel Vacek                     | Jan Apell Jonas Björkman                             | 6–3, 6–4                         |
| 1996 | Byron Black Grant Connell                  | Libor Pimek Byron Talbot                             | 6–2, 6–3                         |
| 1997 | Mark Knowles Daniel Nestor                 | Byron Black Alex O'Brien                             | 6–3, 4–6, 7–5                    |
| 1998 | Maheš Bhúpatí Leander Paes                 | Ellis Ferreira Rick Leach                            | 6–4, 4–6, 7–6                    |
| 1999 | Ellis Ferreira Rick Leach                  | David Adams John-Laffnie de Jager                    | 6–7, 6–1, 6–2                    |
| 2000 | Martin Damm Dominik Hrbatý                 | Wayne Ferreira Jevgenij Kafelnikov                   | 6–4, 4–6, 6–3                    |
| 2001 | Wayne Ferreira Jevgenij Kafelnikov (2)     | Daniel Nestor Sandon Stolle                          | 6–4, 7–6(7–6)                    |
| 2002 | Martin Damm (2) Cyril Suk (2)              | Wayne Black Kevin Ullyett                            | 7–5, 7–5                         |
| 2003 | Wayne Arthurs Paul Hanley                  | Michaël Llodra Fabrice Santoro                       | 7–5, 7–6(7–5)                    |
| 2004 | Maheš Bhúpatí (2) Max Mirnyj               | Wayne Arthurs Paul Hanley                            | 1–6, 6–4, 7–6(7–1)               |
| 2005 | Michaël Llodra Fabrice Santoro             | Bob Bryan Mike Bryan                                 | 7–5, 6–4                         |
| 2006 | Mark Knowles (2) Daniel Nestor (2)         | Jonatan Erlich Andy Ram                              | 4–6, 6–4, [10–6]                 |
| 2007 | Fabrice Santoro (2) Nenad Zimonjić         | Bob Bryan Mike Bryan                                 | 6–4, 6–7(4–7), [10–7]            |
| 2008 | Bob Bryan Mike Bryan                       | Daniel Nestor Nenad Zimonjić                         | 3–6, 6–4, [10–8]                 |
| 2009 | Daniel Nestor (3) Nenad Zimonjić (2)       | Bob Bryan Mike Bryan                                 | 7–6(7–5), 6–3                    |
| 2010 | Bob Bryan (2) Mike Bryan (2)               | John Isner Sam Querrey                               | 6–2, 6–3                         |
| 2011 | John Isner Sam Querrey                     | Mardy Fish Andy Roddick                              | bez boje                         |
| 2012 | Marcel Granollers Marc López               | Łukasz Kubot Janko Tipsarević                        | 6–3, 6–2                         |
| 2013 | Bob Bryan (3) Mike Bryan (3)               | Maheš Bhúpatí Rohan Bopanna                          | 6–2, 6–3                         |
| 2014 | Daniel Nestor (4) Nenad Zimonjić (3)       | Robin Haase Feliciano López                          | 6–4, 7–6(7–2)                    |
| 2015 | Pablo Cuevas David Marrero                 | Marcel Granollers Marc López                         | 6–4, 7–5                         |
| 2016 | Bob Bryan (4) Mike Bryan (4)               | Vasek Pospisil Jack Sock                             | 2–6, 6–3, [10–7]                 |
| 2017 | Pierre-Hugues Herbert Nicolas Mahut        | Ivan Dodig Marcel Granollers                         | 4–6, 6–4, [10–3]                 |
| 2018 | Juan Sebastián Cabal Robert Farah          | Pablo Carreño Busta João Sousa                       | 3–6, 6–4, [10–4]                 |
| 2019 | Juan Sebastián Cabal (2) Robert Farah (2)  | Raven Klaasen Michael Venus                          | 6–1, 6–3                         |
| 2020 | Marcel Granollers (2) Horacio Zeballos     | Jérémy Chardy Fabrice Martin                         | 6–4, 5–7, [10–8]                 |
| 2021 | Nikola Mektić Mate Pavić                   | Rajeev Ram Joe Salisbury                             | 6–4, 7–6(7–4)                    |
| 2022 | Nikola Mektić (2) Mate Pavić (2)           | John Isner Diego Schwartzman                         | 6–2, 6–7(6–8), [12–10]           |
| 2023 | Hugo Nys Jan Zieliński                     | Robin Haase Botic van de Zandschulp                  | 7–5, 6–1                         |
| 2024 | Marcel Granollers (3) Horacio Zeballos (2) | Marcelo Arévalo Mate Pavić                           | 6–2, 6–2                         |
| 2025 | Marcelo Arévalo Mate Pavić                 | Sadio Doumbia Fabien Reboul                          | 6–4, 6–7(6–8), [13–11]           |

Vysvětlivky
1. ↑  Deblové finále v roce 1976 bylo přerušeno za stavu 2–2 na sety pro tmu a rozhodující pátá sada proběhla 15. září 1976 na krytém dvorci ve Woodlands u texaského Houstonu, kde se konal navazující turnaj.[10]

### Ženská čtyřhra
| Rok  | vítězky                                           | finalistky                                               | výsledek              |
| ---- | ------------------------------------------------- | -------------------------------------------------------- | --------------------- |
| 1968 | Margaret Smith Courtová Virginia Wadeová          | Annette Van Zylová Patricia Walkdenová                   | 6–2, 7–5              |
| 1969 | Françoise Dürrová Ann Haydonová-Jonesová          | Rosie Casalsová Billie Jean Kingová                      | 6–3, 3–6, 6–2         |
| 1970 | Rosie Casalsová Billie Jean Kingová               | Françoise Dürrová Virginia Wadeová                       | 6–2, 3–6, 9–7         |
| 1971 | Helga Masthoffová Virginia Wadeová (2)            | Lesley Turnerová Helen Gourlayová                        | 5–7, 6–2, 6–2         |
| 1972 | Lesley Huntová Olga Morozovová                    | Gail Sherriff Chanfreauová Rosalba Vidová                | 6–3, 6–4              |
| 1973 | Olga Morozovová (2) Virginia Wadeová (3)          | Martina Navrátilová Renáta Tomanová                      | 3–6, 6–2, 7–5         |
| 1974 | Chris Evertová Olga Morozovová (3)                | Helga Masthoffová Heide Orthová                          | skreč                 |
| 1975 | Chris Evertová (2) Martina Navrátilová            | Sue Barkerová Glynis Colesová                            | 6–1, 6–2              |
| 1976 | Linky Boshoffová Ilana Klossová                   | Virginia Ruziciová Mariana Simionescuová                 | 6–1, 6–2              |
| 1977 | Brigitte Cuypersová Marise Krugerová              | Bunny Bruningová Sharon Walshová                         | 3–6, 7–5, 6–2         |
| 1978 | Mima Jaušovecová Virginia Ruziciová               | Florența Mihaiová Betsy Nagelsenová                      | 6–2, 2–6, 7–6         |
| 1979 | Betty Stöveová Renáta Tomanová                    | Evonne Goolagongová Kerry Reidová                        | 6–3, 6–4              |
| 1980 | Hana Mandlíková Renáta Tomanová (2)               | Ivanna Madrugová Adriana Villagránová                    | 6–4, 6–4              |
| 1981 | Candy Reynoldsová Paula Smithová                  | Chris Evertová Virginia Ruziciová                        | 7–5, 6–1              |
| 1982 | Kathleen Horvathová Yvonne Vermaaková             | Billie Jean Kingová Ilana Klossová                       | 2–6, 6–4, 7–6         |
| 1983 | Virginia Ruziciová (2) Virginia Wadeová (4)       | Ivanna Madrugová Catherine Tanvierová                    | 6–3, 2–6, 6–1         |
| 1984 | Iva Budařová Helena Suková                        | Kathleen Horvathová Virginia Ruziciová                   | 7–6(7–5), 1–6, 6–4    |
| 1985 | Sandra Cecchiniová Raffaella Reggiová             | Patrizia Murgová Barbara Romanová                        | 1–6, 6–4, 6–3         |
| 1986 | turnaj se nekonal                                 | turnaj se nekonal                                        | turnaj se nekonal     |
| 1987 | Martina Navrátilová (2) Gabriela Sabatini         | Claudia Kohdeová-Kilschová Helena Suková                 | 6–4, 6–1              |
| 1988 | Jana Novotná Catherine Suireová                   | Jenny Byrneová Janine Thompsonová                        | 6–3, 4–6, 7–5         |
| 1989 | Elizabeth Smylieová Janine Thompsonová            | Manon Bollegrafová Mercedes Pazová                       | 6–4, 6–3              |
| 1990 | Helen Kelesiová Monika Selešová                   | Laura Garroneová Laura Golarsová                         | 6–3, 6–4              |
| 1991 | Jennifer Capriatiová Monika Selešová (2)          | Nicole Bradtkeová Elna Reinachová                        | 7–5, 6–2              |
| 1992 | Monika Selešová (3) Helena Suková (2)             | Katerina Malejevová Barbara Rittnerová                   | 6–1, 6–2              |
| 1993 | Jana Novotná Arantxa Sánchez Vicariová            | Mary Joe Fernandezová Zina Garrisonová                   | 6–4, 6–2              |
| 1994 | Gigi Fernándezová Nataša Zverevová                | Gabriela Sabatini Brenda Schultzová-McCarthyová          | 6–1, 6–3              |
| 1995 | Gigi Fernándezová (2) Nataša Zverevová (2)        | Conchita Martínezová Patricia Tarabiniová                | 4–6, 7–6(7–3), 6–4    |
| 1996 | Arantxa Sánchez Vicariová (2) Irina Spîrleaová    | Gigi Fernándezová Martina Hingisová                      | 6–4, 3–6, 6–3         |
| 1997 | Nicole Arendtová Manon Bollegrafová               | Conchita Martínezová Patricia Tarabiniová                | 6–2, 6–4              |
| 1998 | Virginia Ruano Pascualová Paola Suárezová         | Amanda Coetzerová Arantxa Sánchez Vicariová              | 7–6(7–1), 6–4         |
| 1999 | Martina Hingisová Anna Kurnikovová                | Alexandra Fusaiová Nathalie Tauziatová                   | 6–2, 6–2              |
| 2000 | Lisa Raymondová Rennae Stubbsová                  | Arantxa Sánchez Vicariová Magüi Sernaová                 | 6–3, 4–6, 6–2         |
| 2001 | Cara Blacková Jelena Lichovcevová                 | Paola Suárezová Patricia Tarabiniová                     | 6–1, 6–1              |
| 2002 | Virginia Ruano Pascualová (2) Paola Suárezová (2) | Conchita Martínezová Patricia Tarabiniová                | 6–3, 6–4              |
| 2003 | Světlana Kuzněcovová Martina Navrátilová (3)      | Jelena Dokićová Naděžda Petrovová                        | 6–4, 5–7, 6–2         |
| 2004 | Naděžda Petrovová Meghann Shaughnessyová          | Virginia Ruano Pascualová Paola Suárezová                | 2–6, 6–3, 6–3         |
| 2005 | Cara Blacková (2) Liezel Huberová                 | Maria Kirilenková Anabel Medina Garriguesová             | 6–0, 4–6, 6–1         |
| 2006 | Daniela Hantuchová Ai Sugijamová                  | Květa Peschkeová Francesca Schiavoneová                  | 3–6, 6–3, 6–1         |
| 2007 | Nathalie Dechyová Mara Santangelová               | Tathiana Garbinová Roberta Vinciová                      | 6–4, 6–1              |
| 2008 | Čan Jung-žan Čuang Ťia-žung                       | Iveta Benešová Janette Husárová                          | 7–6(7–5), 6–3         |
| 2009 | Sie Šu-wej Pcheng Šuaj                            | Daniela Hantuchová Ai Sugijamová                         | 7–5, 7–6(7–5)         |
| 2010 | Gisela Dulková Flavia Pennettaová                 | Nuria Llagostera Vivesová María José Martínez Sánchezová | 6–4, 6–2              |
| 2011 | Pcheng Šuaj (2) Čeng Ťie                          | Vania Kingová Jaroslava Švedovová                        | 6–2, 6–3              |
| 2012 | Sara Erraniová Roberta Vinciová                   | Jekatěrina Makarovová Jelena Vesninová                   | 6–2, 7–5              |
| 2013 | Sie Šu-wej (2) Pcheng Šuaj (3)                    | Sara Erraniová Roberta Vinciová                          | 4–6, 6–3, [10–8]      |
| 2014 | Květa Peschkeová Katarina Srebotniková            | Sara Erraniová Roberta Vinciová                          | 4–0skreč              |
| 2015 | Tímea Babosová Kristina Mladenovicová             | Martina Hingisová Sania Mirzaová                         | 6–4, 6–3              |
| 2016 | Martina Hingisová (2) Sania Mirzaová              | Jekatěrina Makarovová Jelena Vesninová                   | 6–1, 6–7(5–7), [10–3] |
| 2017 | Martina Hingisová (3) Čan Jung-žan (2)            | Jekatěrina Makarovová Jelena Vesninová                   | 7–5, 7–6(7–4)         |
| 2018 | Ashleigh Bartyová Demi Schuursová                 | Andrea Sestini Hlaváčková Barbora Strýcová               | 6–3, 6–4              |
| 2019 | Viktoria Azarenková Ashleigh Bartyová (2)         | Anna-Lena Grönefeldová Demi Schuursová                   | 4–6, 6–0, [10–3]      |
| 2020 | Sie Šu-wej (3) Barbora Strýcová                   | Anna-Lena Friedsamová Ioana Raluca Olaruová              | 6–2, 6–2              |
| 2021 | Sharon Fichmanová Giuliana Olmosová               | Kristina Mladenovicová Markéta Vondroušová               | 4–6, 7–5, [10–5]      |
| 2022 | Veronika Kuděrmetovová Anastasija Pavljučenkovová | Gabriela Dabrowská Giuliana Olmosová                     | 1–6, 6–4, [10–7]      |
| 2023 | Storm Hunterová Elise Mertensová                  | Coco Gauffová Jessica Pegulaová                          | 6–4, 6–4              |
| 2024 | Sara Erraniová (2) Jasmine Paoliniová             | Coco Gauffová Erin Routliffeová                          | 6–3, 4–6, [10–8]      |
| 2025 | Sara Erraniová (3) Jasmine Paoliniová (2)         | Veronika Kuděrmetovová Elise Mertensová                  | 6–4, 7–5              |

## Rekordy

### Mužská dvouhra
| Rekord                                                           | držitelé rekordu                                            | hodnota                   |
| ---------------------------------------------------------------- | ----------------------------------------------------------- | ------------------------- |
| Nejvíce titulů                                                   | Rafael Nadal                                                | 10                        |
| Nejvíce finále                                                   | Rafael Nadal                                                | 12                        |
| Nejvíce finále                                                   | Novak Djoković                                              | 12                        |
| Nejvíce titulů v řadě                                            | Rafael Nadal (2005–2007)                                    | 3                         |
| Nejvíce finále v řadě                                            | Rafael Nadal (2009–2014)                                    | 6                         |
| Nejvíce vyhraných zápasů                                         | Rafael Nadal                                                | 69                        |
| Nejvíce vyhraných zápasů v řadě                                  | Rafael Nadal                                                | 17                        |
| Nejvíce odehraných ročníků                                       | Nicola Pietrangeli                                          | 22                        |
| Nejvyšší % výhraných zápasů (při alespoň 20 odehraných zápasech) | Rod Laver                                                   | 93,75 %                   |
| Nejvyšší % výhraných zápasů (při alespoň 20 odehraných zápasech) | Björn Borg                                                  | 93,75 %                   |
| Nejmladší vítěz                                                  | Björn Borg (1974)                                           | 17 let, 11 měsíců a 2 dny |
| Nejstarší vítěz                                                  | Bill Tilden (1930)                                          | 38 let, 2 měsíce a 18 dnů |
| Nejstarší vítěz otevřené éry                                     | Novak Djoković (2022)                                       | 34 let                    |
| Nejvýše postavený vítěz otevřené éry                             | 8krát světová jednička ATP (naposledy Novak Djoković, 2022) | 1. ATP                    |
| Nejníže postavený vítěz otevřené éry                             | Félix Mantilla (2003)                                       | 47. ATP                   |

| 2006 (57 gamů) | 2006 (57 gamů) | 2006 (57 gamů) | 2006 (57 gamů) | 2006 (57 gamů) | 2006 (57 gamů) |
| -------------- | -------------- | -------------- | -------------- | -------------- | -------------- |
| Rafael Nadal   | 60             | 7              | 6              | 2              | 7              |
| Roger Federer  | 7              | 65             | 4              | 6              | 65             |

| 2013 (16 gamů) | 2013 (16 gamů) | 2013 (16 gamů) |
| -------------- | -------------- | -------------- |
| Rafael Nadal   | 6              | 6              |
| Roger Federer  | 1              | 3              |

### Ženská dvouhra
| Rekord                                                           | držitelky rekordu                | hodnota          |
| ---------------------------------------------------------------- | -------------------------------- | ---------------- |
| Nejvíce titulů                                                   | Chris Evertová                   | 5                |
| Nejvíce finále                                                   | Chris Evertová                   | 7                |
| Nejvícekrát poražená finalistka                                  | Lucia Valeriová                  | 4                |
| Nejvícekrát poražená finalistka                                  | / Martina Navrátilová            | 4                |
| Kvalifikantky ve finále                                          | Alizé Cornetová (2008)           | 1                |
| Nejvíce titulů v řadě                                            | Conchita Martínezová (1993–1996) | 4                |
| Nejvíce finále v řadě                                            | Conchita Martínezová (1993–1997) | 5                |
| Nejvícekrát poražená finalistka v řadě                           | Lucia Valeriová (1934, 1935)     | 2                |
| Nejvícekrát poražená finalistka v řadě                           | Lesley Turnerová (1963, 1964)    | 2                |
| Nejvícekrát poražená finalistka v řadě                           | Martina Navrátilová (1974, 1975) | 2                |
| Nejvícekrát poražená finalistka v řadě                           | Virginia Ruziciová (1980, 1981)  | 2                |
| Nejvícekrát poražená finalistka v řadě                           | Monika Selešová (1991, 1992)     | 2                |
| Nejvícekrát poražená finalistka v řadě                           | Amélie Mauresmová (2000, 2001)   | 2                |
| Nejvícekrát poražená finalistka v řadě                           | Simona Halepová (2017, 2018)     | 2                |
| Nejvícekrát poražená finalistka v řadě                           | Karolína Plíšková (2020, 2021)   | 2                |
| Nejvíce odehraných zápasů                                        | Conchita Martínezová             | 53               |
| Nejvíce odehraných zápasů                                        | Serena Williamsová               | 53               |
| Nejvíce vyhraných zápasů                                         | Serena Williamsová               | 44               |
| Nejvíce vyhraných zápasů v řadě                                  | Conchita Martínezová             | 24               |
| Nejvíce odehraných ročníků                                       | Lea Pericoliová                  | 20               |
| Nejvyšší % výhraných zápasů (při alespoň 20 odehraných zápasech) | Chris Evertová (36–3)            | 92,31 %          |
| Nejvyšší % výhraných zápasů (při alespoň 20 odehraných zápasech) | Margaret Courtová (24–2)         | 92,31 %          |
| Neporažená vítězka                                               | Doris Hartová                    | 7–0 (1951, 1953) |
| Neporažená vítězka                                               | Althea Gibsonová                 | 5–0 (1956)       |
| Neporažená vítězka                                               | Tracy Austinová                  | 5–0 (1979)       |
| Neporažená vítězka                                               | Lilí Álvarezová                  | 4–0 (1930)       |
| Neporažená vítězka                                               | Helen Jacobsová                  | 4–0 (1934)       |
| Neporažená vítězka                                               | Hilde Krahwinkel Sperlingová     | 4–0 (1935)       |
| Nejmladší vítězka otevřené éry                                   | Tracy Austinová (1979)           | 16 let a 152 dnů |
| Nejstarší vítězka otevřené éry                                   | Serena Williamsová 2016)         | 34 let a 230 dnů |

| 1962 (32 gamů)    | 1962 (32 gamů) | 1962 (32 gamů) | 1962 (32 gamů) |
| ----------------- | -------------- | -------------- | -------------- |
| Margaret Courtová | 8              | 5              | 6              |
| Maria Buenová     | 6              | 7              | 4              |

| 2021 (12 gamů)    | 2021 (12 gamů) | 2021 (12 gamů) |
| ----------------- | -------------- | -------------- |
| Iga Świąteková    | 6              | 6              |
| Karolína Plíšková | 0              | 0              |

### Ženská čtyřhra
|                                        | deblistka                            | deblistka | pár                                              | pár |
| -------------------------------------- | ------------------------------------ | --------- | ------------------------------------------------ | --- |
| Nejvíce titulů                         | Virginia Wadeová                     | 4         | Thelma Coyne Longová Mary Hawtonová              | 2   |
| Nejvíce titulů                         | Virginia Wadeová                     | 4         | Paola Suárezová Virginia Ruano Pascualová        | 2   |
| Nejvíce titulů                         | Virginia Wadeová                     | 4         | Sie Šu-wej Pcheng Šuaj                           | 2   |
| Nejvíce titulů                         | Virginia Wadeová                     | 4         | Sara Erraniová Jasmine Paoliniová                | 2   |
| Nejvíce finále                         | Thelma Coyne Longová                 | 5         | Silvana Lazzarinová Lea Pericoliová              | 5   |
| Nejvíce finále                         | Silvana Lazzarinová                  | 5         | Silvana Lazzarinová Lea Pericoliová              | 5   |
| Nejvíce finále                         | Lea Pericoliová                      | 5         | Silvana Lazzarinová Lea Pericoliová              | 5   |
| Nejvíce finále                         | Virginia Wadeová                     | 5         | Silvana Lazzarinová Lea Pericoliová              | 5   |
| Nejvíce finále                         | Virginia Ruziciová                   | 5         | Silvana Lazzarinová Lea Pericoliová              | 5   |
| Nejvíce finále                         | Martina Hingisová                    | 5         | Silvana Lazzarinová Lea Pericoliová              | 5   |
| Nejvícekrát poražené finalistky        | Silvana Lazzarinová                  | 5         | Silvana Lazzarinová Lea Pericoliová              | 5   |
| Nejvícekrát poražené finalistky        | Lea Pericoliová                      | 5         | Silvana Lazzarinová Lea Pericoliová              | 5   |
| Nejvíce titulů v řadě                  | Olga Morozovová (1972, 1973, 1974)   | 3         | Thelma Coyne Longová Mary Hawtonová (1956, 1957) | 2   |
| Nejvíce titulů v řadě                  | / Monika Selešová (1990, 1991, 1992) | 3         | Gigi Fernándezová Nataša Zverevová (1994, 1995)  | 2   |
| Nejvíce titulů v řadě                  | / Monika Selešová (1990, 1991, 1992) | 3         | Sara Erraniová Jasmine Paoliniová (2024, 2025)   | 2   |
| Nejvíce finále v řadě                  | Silvana Lazzarinová (1962–1965)      | 4         | Silvana Lazzarinová Lea Pericoliová (1962–1965)  | 4   |
| Nejvíce finále v řadě                  | Lea Pericoliová (1962–1965)          | 4         | Silvana Lazzarinová Lea Pericoliová (1962–1965)  | 4   |
| Nejvícekrát poražené finalistky v řadě | Silvana Lazzarinová (1962–1965)      | 4         | Silvana Lazzarinová Lea Pericoliová (1962–1965)  | 4   |
| Nejvícekrát poražené finalistky v řadě | Lea Pericoliová (1962–1965)          | 4         | Silvana Lazzarinová Lea Pericoliová (1962–1965)  | 4   |

| 1956 (40 gamů)                      | 1956 (40 gamů) | 1956 (40 gamů) | 1956 (40 gamů) |
| ----------------------------------- | -------------- | -------------- | -------------- |
| Thelma Coyne Longová Mary Hawtonová | 6              | 6              | 9              |
| Darlene Hardová Angela Buxtonová    | 4              | 8              | 7              |

| 1957 (14 gamů)                            | 1957 (14 gamů) | 1957 (14 gamů) |
| ----------------------------------------- | -------------- | -------------- |
| Thelma Coyne Longová Mary Bevis Hawtonová | 6              | 6              |
| Rosa Reyesová Yola Ramírezová             | 1              | 1              |

| 2001 (14 gamů)                       | 2001 (14 gamů) | 2001 (14 gamů) |
| ------------------------------------ | -------------- | -------------- |
| Cara Blacková Jelena Lichovcevová    | 6              | 6              |
| Paola Suárezová Patricia Tarabiniová | 1              | 1              |

## Galerie

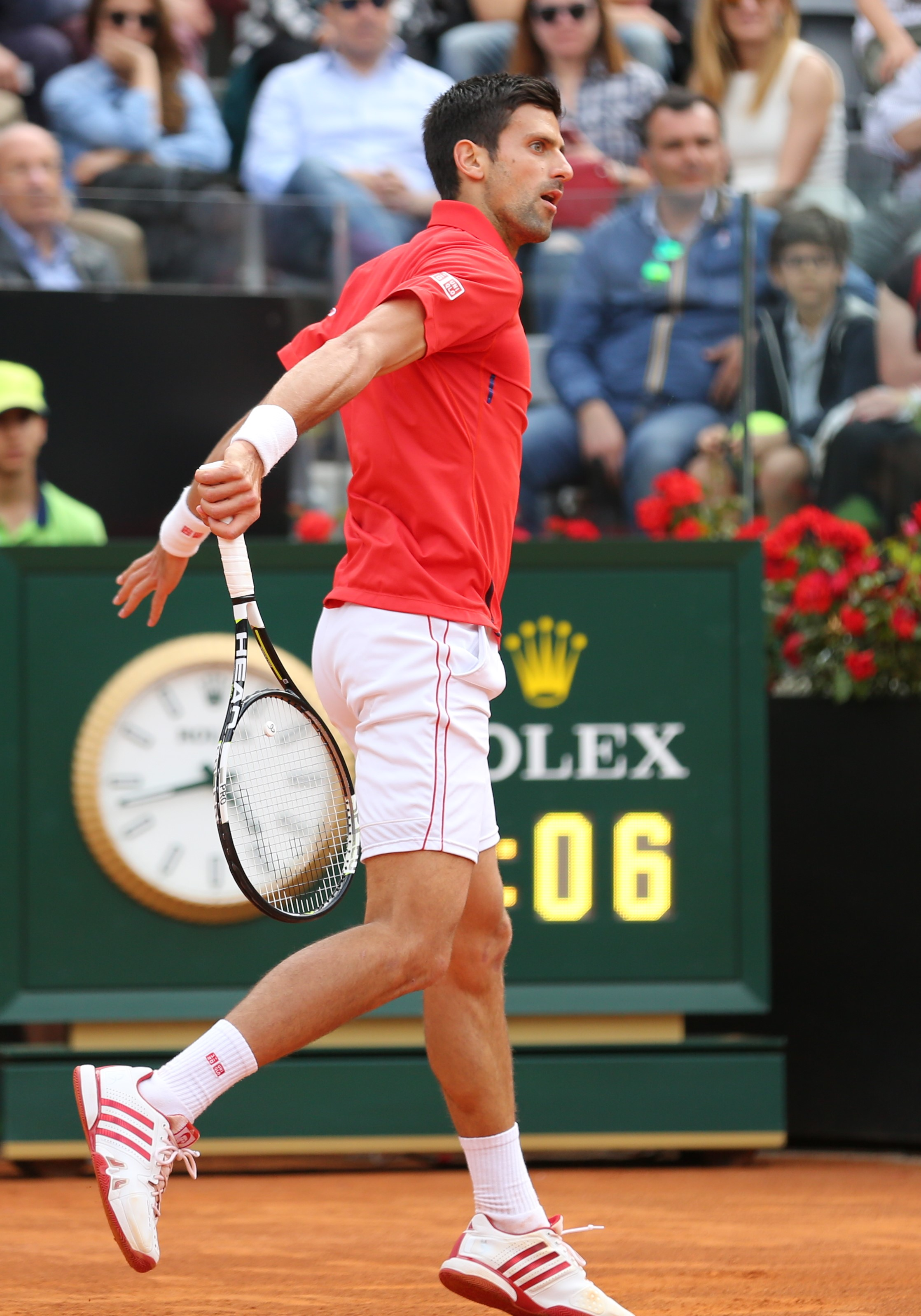
Novak Djoković
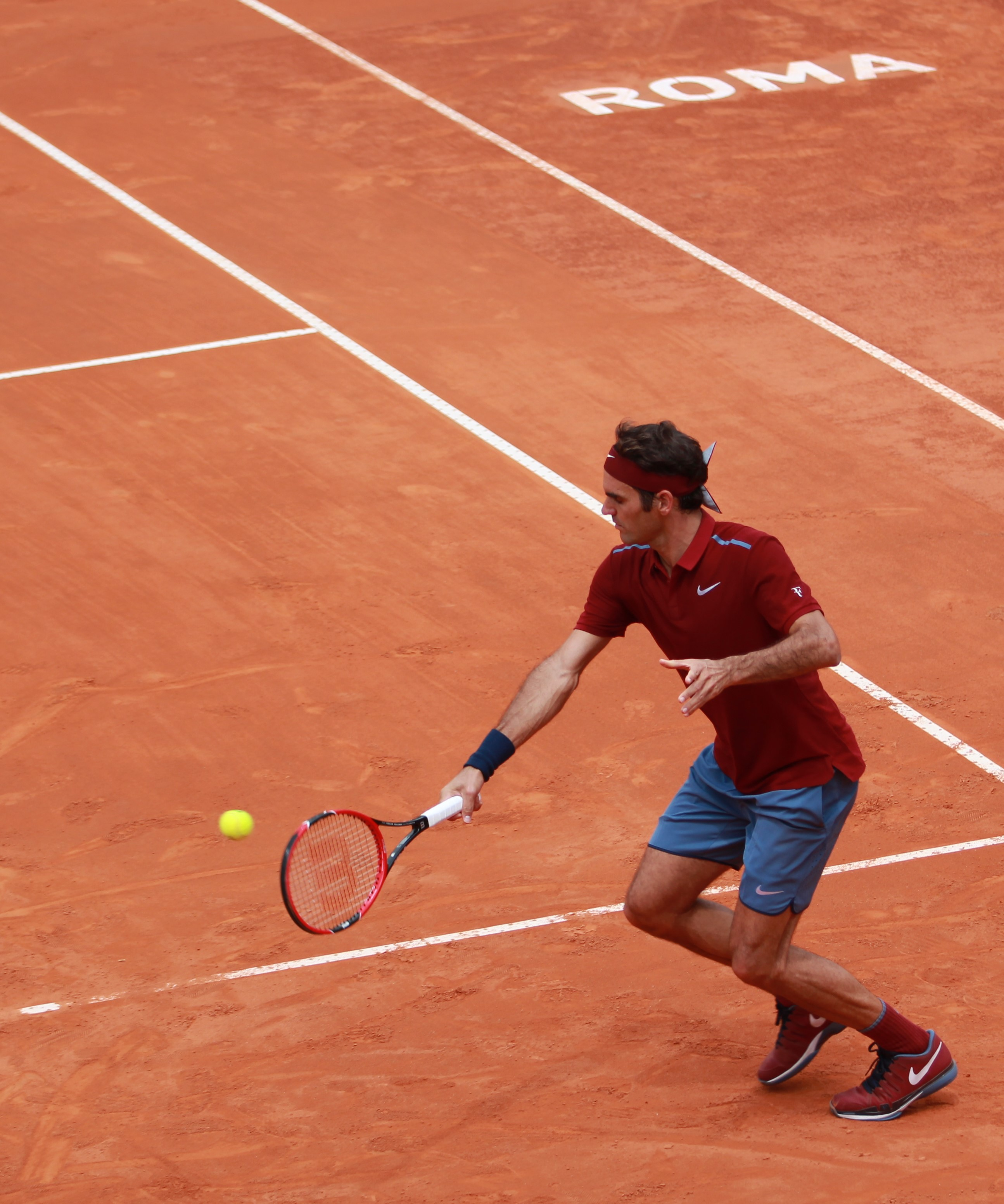
Roger Federer
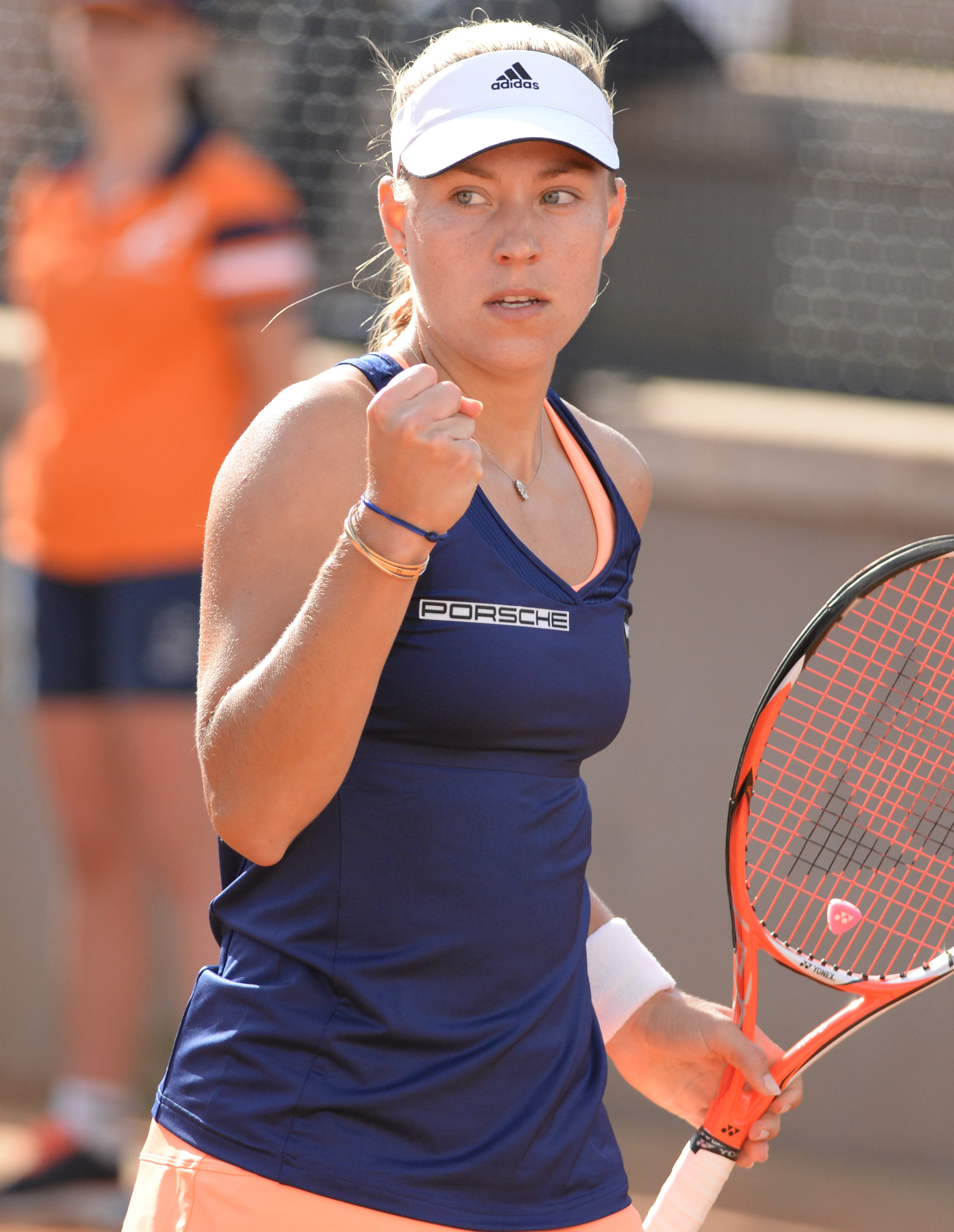
Angelique Kerberová
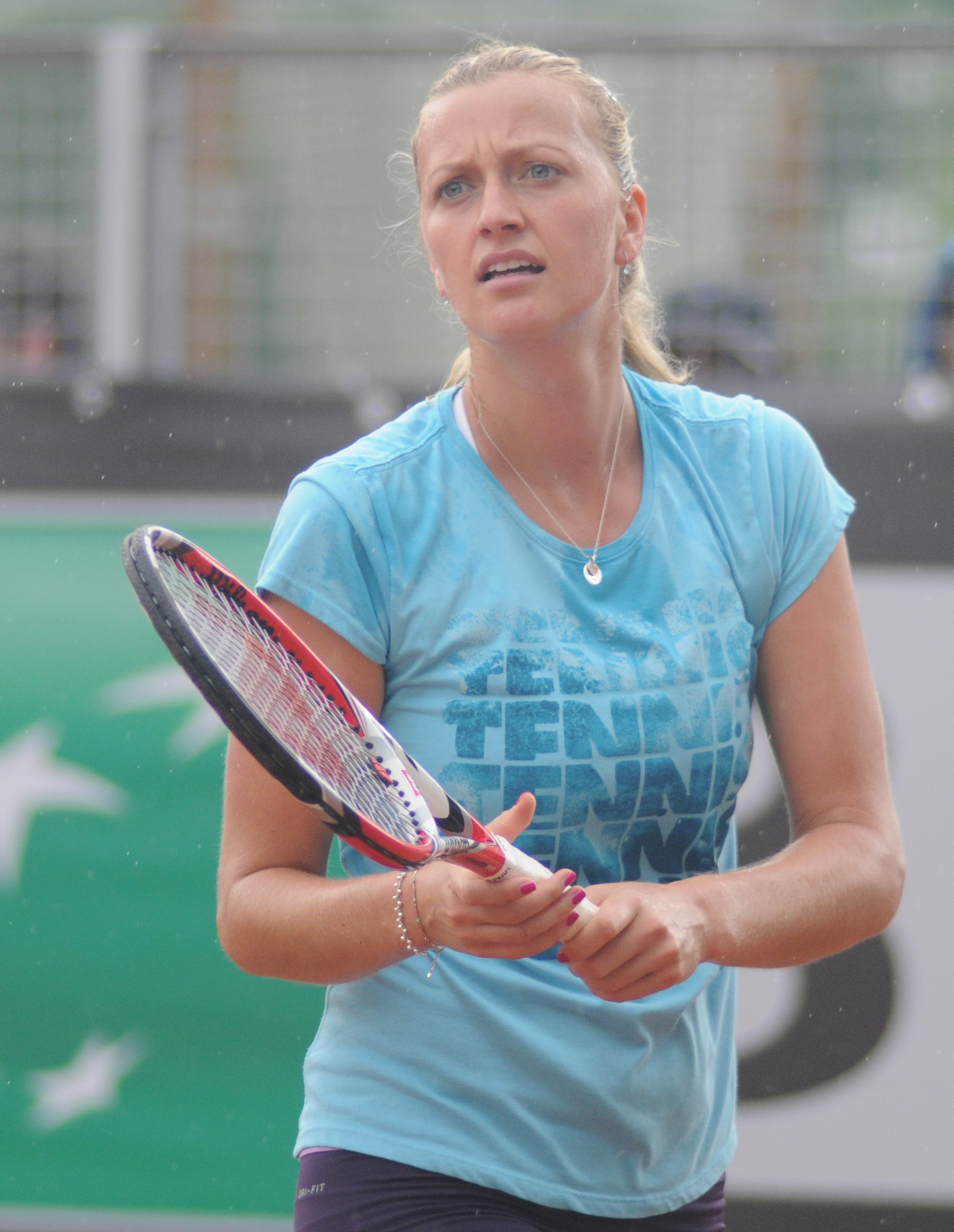
Petra Kvitová
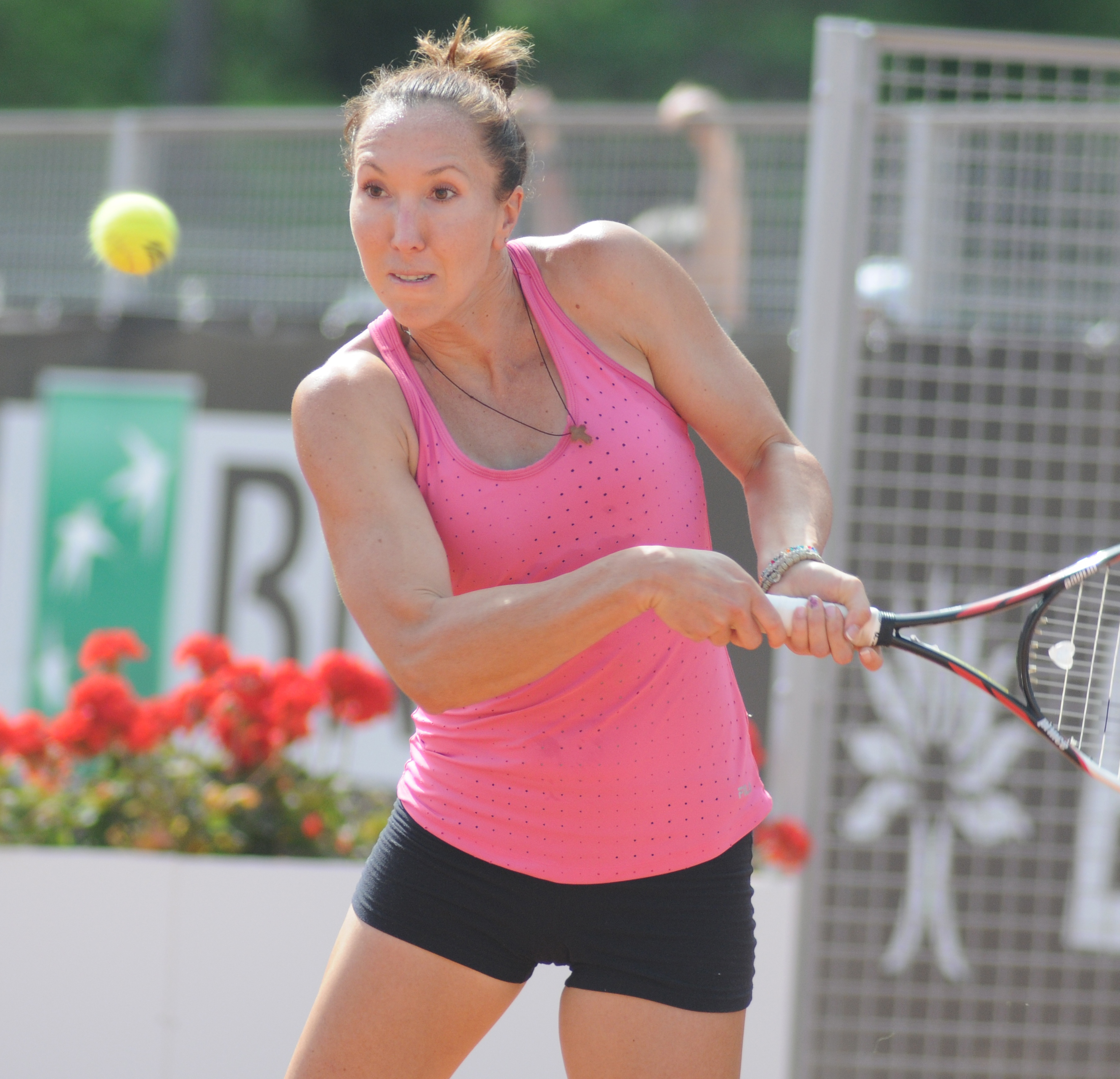
Jelena Jankovićová
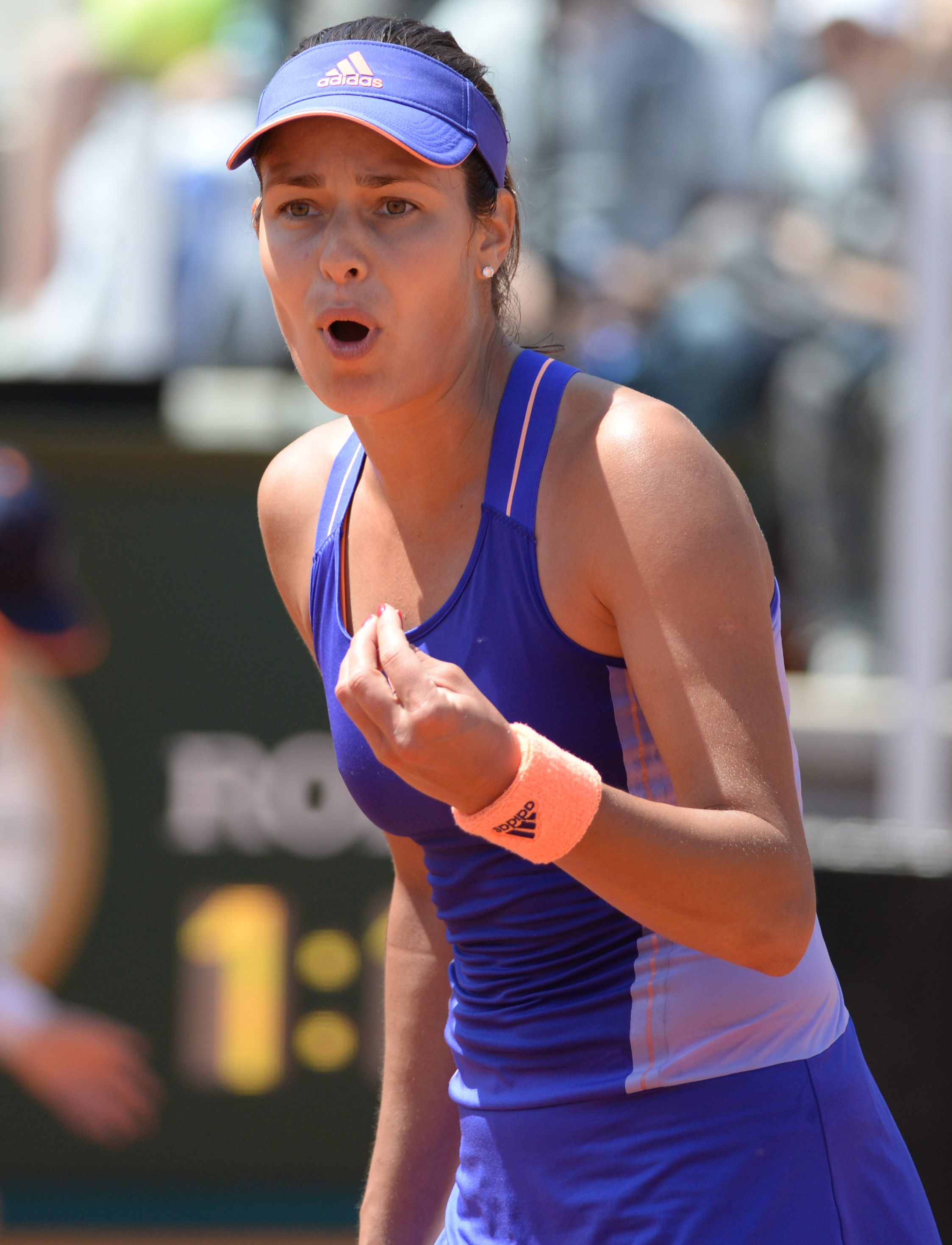
Ana Ivanovićová
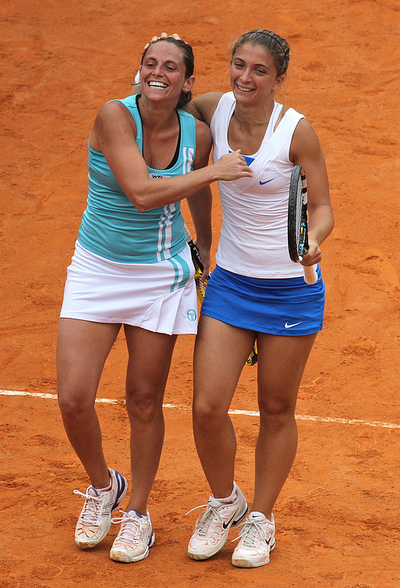
Roberta Vinciová a Sara Erraniová
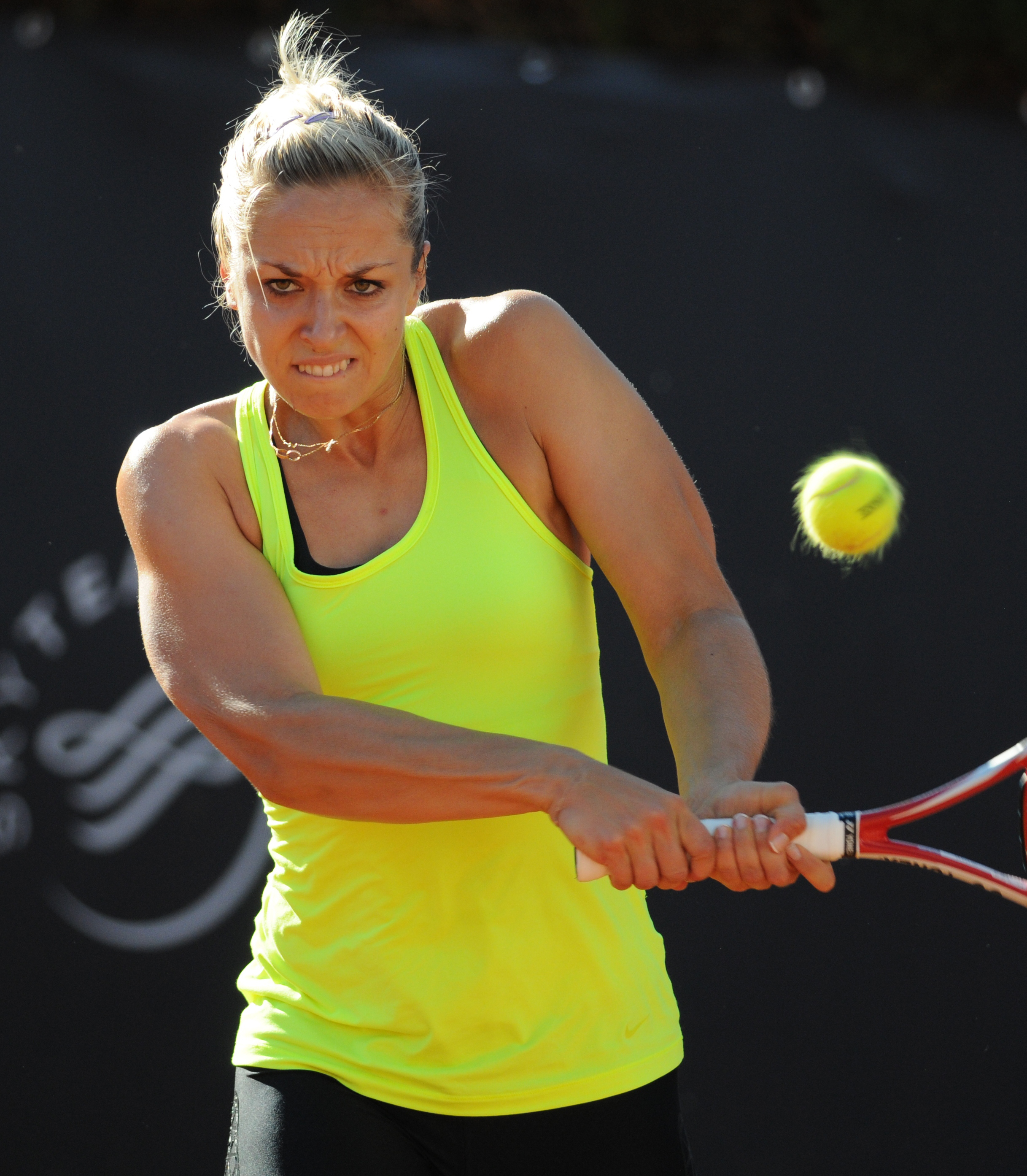
Sabine Lisická
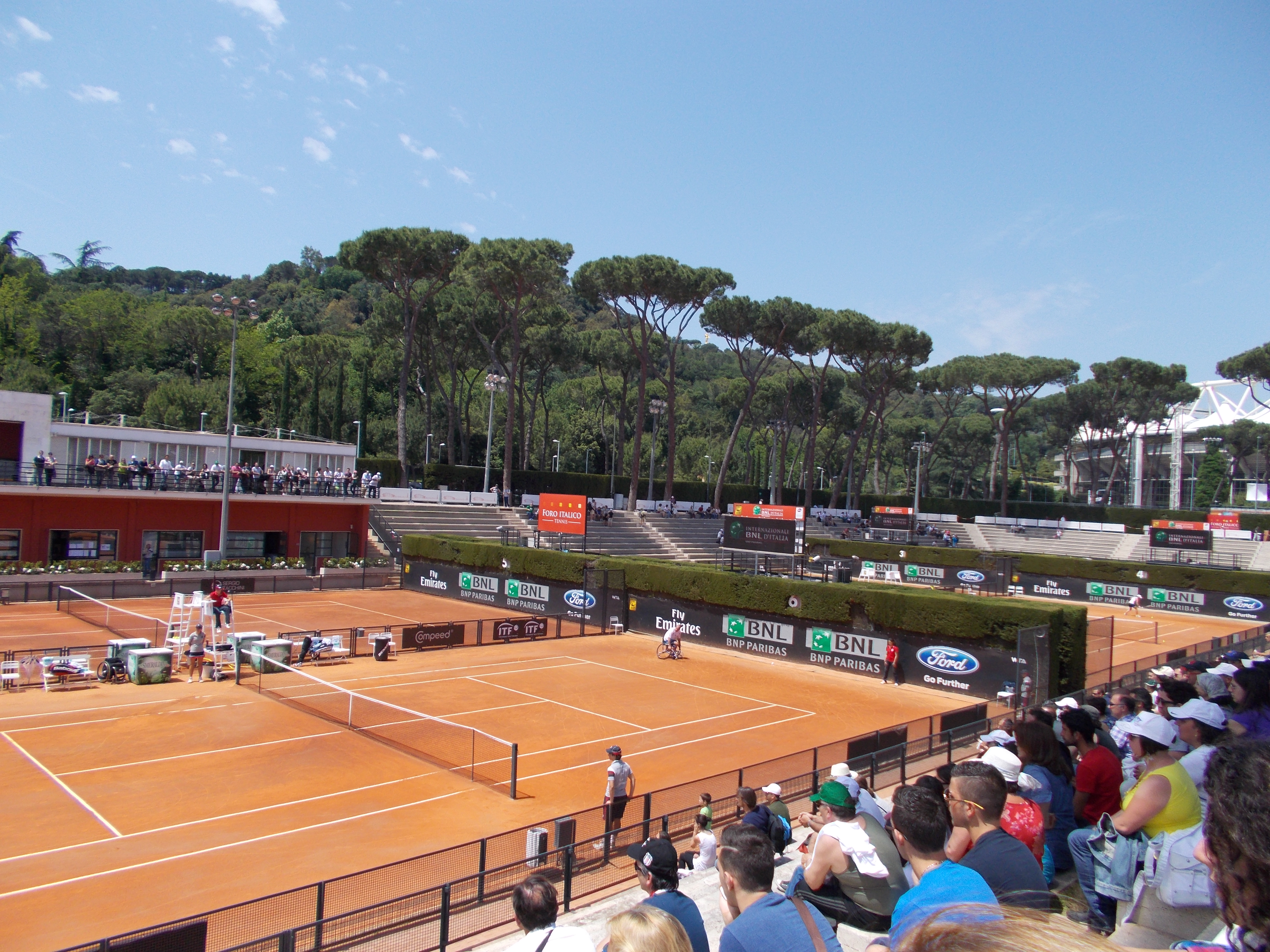
Areál Foro Italico